# Staurodiscus latibulbus
Staurodiscus latibulbus is een hydroïdpoliep uit de familie Laodiceidae. De poliep komt uit het geslacht Staurodiscus. Staurodiscus latibulbus werd in 2010 voor het eerst wetenschappelijk beschreven door Wang, Xu, Huan & Lin. 